# Liste der Stolpersteine in Hamburg-Groß Flottbek
Die Liste der Stolpersteine in Hamburg-Groß Flottbek enthält alle Stolpersteine, die im Rahmen des gleichnamigen Kunstprojekts von Gunter Demnig in Hamburg-Groß Flottbek verlegt wurden. Mit ihnen soll Opfern des Nationalsozialismus gedacht werden, die in Hamburg-Groß Flottbek lebten und wirkten.
Diese Seite ist Teil der Liste der Stolpersteine in Hamburg, da diese mit insgesamt 7139 (Stand: März 2025) Steinen zu groß würde und deshalb je Stadtteil, in dem Steine verlegt wurden, eine eigene Seite angelegt wurde.
| Adresse                     | Person(en)                 | Inschrift | Bilder | Anmerkung                            |
| --------------------------- | -------------------------- | --- | ------ | ------------------------------------ |
| Dürerstraße 1 ·             | Leo Gerson                 | Hier wohnte Leo Gerson Jg. 1893 verhaftet 1939 KZ Fuhlsbüttel deportiert 1941 ermordet 23.2.1942 Sachsenhausen                                           |        | Eintrag auf stolpersteine-hamburg.de |
| Ebertallee 16 ·             | Hedwig Baur geb. Robertson | Hier wohnte Hedwig Baur geb. Robertson Jg. 1894 Freitod 19.1.1944                                                                                        |        | Eintrag auf stolpersteine-hamburg.de |
| Giesestraße 8 ·             | Katharina Behrendt         | Hier wohnte Katharina Behrendt Jg. 1872 deportiert 1942 Theresienstadt ermordet 8.8.1942                                                                 |        | Eintrag auf stolpersteine-hamburg.de |
| Gottfried-Keller-Straße 1 · | Elsa Loof geb. Scherf      | Hier wohnte Elsa Loof geb. Scherf Jg. 1881 eingewiesen 1942 Krankenhaus Ochsenzoll 'verlegt' 20.8.1943 Heilanstalt Meseritz Obrawalde ermordet 28.8.1943 |        | Eintrag auf stolpersteine-hamburg.de |
| Onckenstraße 16 ·           | Hedwig Blum geb. Abeles    | Hier wohnte Hedwig Blum geb. Abeles Jg. 1871 gedemütigt/entrechtet Flucht in den Tod 9.12.1941                                                           |        | Eintrag auf stolpersteine-hamburg.de |
| Rosenhagenstraße 3 ·        | Rosa Heller                | Hier wohnte Rosa Heller Jg. 1876 deportiert 1941 Łodz 1942 Chelmno ermordet                                                                              |        | Eintrag auf stolpersteine-hamburg.de |
| Rosenhagenstraße 22 ·       | Ernst Victor               | Hier wohnte Ernst Victor Jg. 1875 entrechtet gedemütigt Flucht in den Tod 5.12.1938                                                                      |        | Eintrag auf stolpersteine-hamburg.de |